# エベラルド・ゴウト
エベラルド・ヴァレリオ・ゴウト（Everardo Valerio Gout ）はメキシコの映画監督、脚本家。

## 来歴
監督兼プロデューサーのレオポルド・ゴウトの弟である。
1990年代から2000年代にかけて短編映画を製作した後、脚本にも携わったスリラー映画「Días de gracia」（2011年）で初めて長編映画を製作した。 この作品はアリエル賞（最優秀初作品賞）、その他を受賞、ノミネートされた。
2016年から、テレビフィクションシリーズ「マーズ」の監督、2021年、映画「パージ」シリーズ第5弾 「フォーエバー・パージ」の監督を務めた。

## 作品
- 1997年 El banquete（短編映画）
- 2011年 Días de gracia
- 2016年 バンシー（TVシリーズ、シーズン4の第3・4話）
- 2016、2018年 マーズ（TVシリーズ、全9話）
- 2018年 ルーク・ケイジ（TVシリーズ、シーズン2の第12話）
- 2020年 スノーピアサー（TVシリーズ、第8話）
- 2021年 フォーエバー・パージ